# Marty Hogan
Martin Francis Hogan (25 de outubro de 1869 –15 de agosto de 1923), apelidado de "O Ringer de Indianápolis", era um defensor direito anglo- americano da Liga Principal de Beisebol que jogou pelos Cincinnati Reds (1894) e pelo St. Louis Browns (1894–1895). Depois de deixar a Liga Nacional, Hogan mudou-se para a liga secundária Indianapolis Hoosiers. Algumas fontes sugerem que ele estabeleceu um recorde nacional de corrimento de bases na década de 1890.
Quando a sua carreira de jogador terminou, ele trabalhou como gerente de uma liga secundária de beisebol em Ohio, Pensilvânia e Wisconsin. Como técnico, Hogan treinou vários arremessadores que se destacaram nas ligas principais. Ele assinou com as futuras estrelas Stan Coveleski e Sam Jones para seus primeiros contratos profissionais e ajudou a lançar a carreira de Roy Castleton, o primeiro nativo de Utah a jogar nas ligas principais.
Em 1912, Hogan estava entre um seleto grupo de gerentes veteranos convidados a participar da Liga de Beisebol dos Estados Unidos, que foi tratada pelo estabelecimento do beisebol como uma "liga fora da lei". Por razões que não são claras, ele na verdade não gerenciou uma franquia na liga alternativa de curta duração e retomou a sua carreira como gerente de uma liga menor. Hogan acabou se estabelecendo em sua cidade natal adotiva, Youngstown, Ohio, onde morreu em 1923.

## Primeiros anos
Hogan nasceu para Patrick J. Hogan, Sr., e a sua esposa, a ex-Margaret Gillen, na cidade industrial de Wednesbury, Staffordshire (agora West Midlands, Inglaterra.) Quando ele ainda era uma criança, seus pais, ambos nativos da Irlanda, mudaram a família da Inglaterra para Youngstown, Ohio, um centro de produção de aço perto da fronteira com a Pensilvânia. Embora Hogan seja rotineiramente identificado como anglo-americano (devido ao seu nascimento inglês), os historiadores do beisebol Joel Zoss e John Bowman escreveram que ele provavelmente se considerava um irlandês-americano.
A família Hogan estabeleceu-se próximo ao lado oeste de Youngstown, em um distrito da classe trabalhadora conhecido como Westlake's Crossing. Em Youngstown, o pai de Hogan, Patrick J. Hogan, Sr., conseguiu emprego como metalúrgico, enquanto o seu irmão mais velho, Patrick J. Hogan, Jr., trabalhou o seu caminho até a posição de "rolo" no Union Steel Company (posteriormente consolidada com a US Steel ). Martin Hogan mudou-se na direção de uma carreira atlética, ganhando reconhecimento precoce como um "corredor a pé". Seu interesse por desportos foi evidentemente encorajado pelo seu pai, que acompanhou de perto a carreira de seu filho no beisebol ainda mais tarde na vida. O obituário de Patrick J. Hogan, Sr. o descreveu como "um grande fã de beisebol", que "era tão rápido em apreciar um 'roubo' inteligente ou uma jogada 'inebriante' como qualquer um da geração mais jovem".
Embora pouco se saiba sobre os primeiros anos de Martin Hogan em Youngstown, há evidências de que ele era popular entre os residentes locais. Seu obituário se referia a ele como um indivíduo "de personalidade agradável" que "fez muitos amigos durante sua longa residência em Youngstown". Outro artigo de jornal o descreveu como "um bom sujeito", e um terceiro indicou que ele era muito querido entre os jogadores com quem trabalhou. Ao mesmo tempo, Hogan foi supostamente rápido em comentar quando sentiu que foi tratado injustamente.

## Carreira de jogador
Antes de ingressar nas ligas principais, Hogan jogou por equipas de beisebol da liga secundária no nordeste dos Estados Unidos, incluindo Akron (Ohio) Summits e Scranton (Pennsylvania) Miners. Ele começou a sua carreira como jogador da liga principal com o Cincinnati Reds, em 4 de agosto de 1894, mas jogou apenas seis jogos antes de mudar para o St. Louis Browns (mais tarde conhecido como Cardinals). A essa altura, o St. Louis havia sido eliminado da disputa pelo campeonato da liga, depois de empatar com Cleveland e Boston pelo primeiro lugar em abril. Hogan participou de 29 jogos com o St. Louis na temporada de 1894. De acordo com a edição de 1895 do Guia Oficial de Beisebol de Spalding, ele classificou-se em décimo lugar entre os outfielders da liga, com uma porcentagem de 0,941 para lançamentos, assistências e erros. Entre seus companheiros, Hogan detinha a segunda maior porcentagem de bases roubadas para jogos disputados. Em março de 1895, um repórter do Sporting Life elogiou a decisão dos Browns de manter Hogan no centro de campo e enfatizou o potencial do jovem defensor externo. “Nas bases e no campo o rapaz é uma maravilha”, afirma o jornal. "Sua única falha é a fraqueza no bastão, mas aumentar a confiança e familiaridade com os jogadores da Liga [Nacional] irá sem dúvida melhorá-lo nesse aspecto". Apesar da velocidade física de Hogan, no entanto, seu desempenho geral com os Browns provou ser irregular, e sua média de rebatidas nas duas temporadas foi de apenas 0,241. Em 17 de maio de 1895, o Youngstown Daily Vindicator relatou que Hogan havia sido "transferido" como defensor central do Indianapolis Hoosiers, um clube ligado à bem organizada Western League, o predecessor da American League. O Vindicador acrescentou: "A qualquer momento, dando uma notificação adequada, a equipa de St. Louis, do qual Hogan é membro, pode novamente garantir seus serviços". No entanto, por razões que não são claras, Hogan nunca voltou ao St. Louis Browns. Ele jogou sua última partida com a equipa em 24 de abril de 1895, concluindo uma carreira na liga principal que compreendeu 40 jogos em duas temporadas.
Em Indianápolis, Hogan liderou no bastão, e fontes contemporâneas indicam que seu desempenho melhorou. "Marty Hogan, que está jogando temporariamente no meio-campo da equipa de Indianápolis da liga oeste... está se cobrindo de glória com seu jogo excelente", relatou o Vindicator em 4 de junho de 1895. "O Indianápolis Sentinela de 31 de maio diz: Hogan fez um grande recorde no bastão ontem de manhã", acrescentou o jornal. "Um dos passeios foi para um home run e três das rebatidas foram rebatidas". Além disso, o artigo atribuía a Hogan quatro corridas, cinco rebatidas de base e duas eliminadas em um jogo no final da manhã contra uma equipa rival de St. Paul, Minnesota. O Vindicator continuou citando o Indianapolis Journal da seguinte forma: "Entre as características do jogo da manhã estava o rebatimento de Hogan. Ele acertou cinco rebatidas, uma delas um home run, e sua flâmula foi ainda mais inteligente do que o normal, e isso é muito importante ". O artigo concluía: "Se ele continuar com seu andar, não demorará muito para que [o proprietário do St. Louis Browns, Chris] Von der Ahe recupere o seu animal de estimação".
O obituário de Hogan afirmava que, em algum momento de sua carreira como jogador, ele estabeleceu um recorde de corrimento de bases. Várias fontes rastreiam esse recorde a um evento de dia de campo realizado em Indianápolis em 1895, quando ele supostamente caminhou as bases em 13,2 segundos. O World Almanac and Encyclopedia 1906, por exemplo, relatou que Hogan "baixou o recorde de corrida de base" em 1895, observando que "[a] distância em torno das bases é de 120 jardas". Em janeiro de 1906, a Sporting Life relatou que Hogan havia "tomado medidas para que o recorde de corrida de base fosse concedido a ele". O relatório acrescentou: "Sob condições adequadas [Hogan] fez a curva em 13 1– 5 segundos em Indianápolis em 1895". Alguns observadores questionaram a veracidade do registo, no entanto. Em 1907, por exemplo, o colunista de esportes do Washington Post J. Ed Grillo admitiu que "Hogan foi um grande velocista", mas descreveu seu histórico não oficial como "fora da razão". Grillo, que argumentou que "os corredores mais rápidos do beisebol não chegaram nem perto da marca", deu seu apoio ao recorde oficial de 14,1, estabelecido mais recentemente pelo jogador da Liga Oriental Wally Clement. Um artigo publicado no Washington Herald dias antes também levantou questões sobre o histórico de execução de Hogan. Nesse caso, entretanto, o escritor afirmou que o recorde mais "autêntico" foi estabelecido por Harry Berthrong na década de 1860. O artigo afirmava que, embora Hogan fosse "dito ter batido o recorde de rodagem de base de Berthrong de 13 2 –5 segundos por um quinto de segundo", este suposto feito não foi "realizado sob sanção oficial". Um ano antes, em 1906, o próprio Berthrong contribuiu para o debate. De acordo com um artigo publicado na Sporting Life em março daquele ano, Berthrong contestou a afirmação de Hogan. "Meu tempo... ao redor das bases foi feito em Washington, DC, em julho de 1868, depois que o antigo Nationals de Washington, DC, jogou um jogo com o Passatempos de Baltimore, Maryland.", Berthrong foi citado como tendo dito em um entrevista. "Três cronômetros foram colocados sobre mim, o mais lento me dando 14 1/4". O aposentado acrescentou: "Estou cético quanto a este homem, Hogan, fazer as bases em 13 1-5: ninguém além de Arthur Duffey poderia fazê-lo e duvido que ele pudesse". Por razões que não são claras, o artigo indicava que Hogan afirmava ter contornado as bases em 1889, seis antes de outros relatórios. (Uma descrição semelhante da afirmação de Hogan apareceu em outro lugar na mesma edição da Sporting Life ; uma breve notícia sugeriu que ele afirmou ter estabelecido o recorde "em Indianápolis nos anos 80". ) O historiador do beisebol Jon Daly rastreou o recorde contestado de Hogan até 1898; ele especulou que Ben Morgan, um funcionário da National Association, "contestou essa afirmação ao fazer um estudo dos registos do dia de campo". O recorde nacional de corrida de base mais amplamente aceito foi estabelecido por Evar Swanson, que arredondou as bases em 13,4 segundos em 1929. Apesar das dúvidas em torno do histórico de corrida de base de Hogan, ele se tornou popularmente conhecido como o "Ringer de Indianápolis" (oval de Indianápolis). Notícias de jornais sugerem que ele defendeu a sua posição como campeão de baserunning da Liga Ocidental em várias competições pré-jogo. Em 2 de agosto de 1895, o Vindicator observou que o outfielder tinha "um rival para as honras de corrida de base na liga ocidental em George Nichol dos Milwaukees que, afirma-se, pode descer para o primeiro mais rápido do que Hogan". O artigo acrescentou: "Fala-se de uma corrida entre os dois". Então, em 17 de agosto de 1895, o Vindicator relatou que Hogan havia derrotado o outfielder de Detroit Frank Tower em uma competição de baserunning. "Os Hoosiers têm em Mart Hogan uma carta extra muito boa", acrescenta o artigo. "Indianápolis dá a volta na terra, e seu outfielder veloz enfrenta todos os adversários em corridas a pé antes do jogo. Ele ainda não foi derrotado ". Vários dias antes, o mesmo jornal citou um jornalista do Sporting Life, que teria comentado: "Mart Hogan, o outfielder de Indianápolis, está mostrando uma velocidade tão surpreendente que provavelmente será levado para a Inglaterra no próximo ano para o Sheffield Handicap".
Em fevereiro de 1896, Hogan recebeu uma oferta para gerenciar o Youngstown (Ohio) Puddlers, uma equipa da liga secundária associado à Liga Interestadual. O Vindicator relatou que o outfielder recusou a oferta. "Hogan espera jogar novamente com a equipa de St. Louis na Liga Nacional", afirmou o Vindicator. O jornal citou um artigo que supostamente apareceu no Commercial Gazette de Cincinnati: "Os fãs de St. Louis se opõem à ideia de vender Marty Hogan, o jogador de campo rápido, que jogou com a equipa de Indianápolis na temporada passada, tendo foi emprestado pelos Browns ". Na primavera de 1896, no entanto, Hogan tentou livrar-se das obrigações contratuais restantes para com o St. Louis Browns. Sporting Life relatou, em maio de 1896, que Hogan não teve sucesso em seus esforços para obter a liberação final dos Browns, que o contrataram como um defensor direito "extra". "Marty não foi julgado por nenhum tipo de julgamento do técnico do Browns, embora ele tenha se destacado em rebatidas e corridas de base na Liga Ocidental no ano passado", afirma o artigo. "Ele está em boas condições e ansioso por jogar, mas não se prepara para ser deslocado à vontade dos supostos dirigentes". O jornal acrescentou que Hogan havia retornado a St. Louis em março de 1896, preparado para "comprar" a sua libertação, "mas ele foi mantido até agora, quando poderia ter assegurado $ 1 550 por seus serviços na Liga Ocidental". Hogan parecia especialmente confiante em suas habilidades básicas de corrida. O artigo observou que o jogador externo "se ofereceu para correr 100 jardas por US $ 500 por lado contra qualquer jogador da Liga Nacional". Enquanto isso, suas rebatidas evidentemente continuaram a melhorar. Em 24 de maio de 1896, um artigo no St. Paul (Minnesota) Globe indicou que Hogan teve um desempenho excepcionalmente bom no bastão durante uma competição entre os Hoosiers e os Santos de São Paulo. "Marty Hogan... por meio de uma mistura inadvertida de pugilismo e beisebol... tentou tirar a bola da cara, que havia atormentado os outros Hoosiers", afirmava o artigo, "e quando o trabalho de Marty acabou, a bola estava fora do lote e estava na segunda base ”.
Em algum ponto da temporada de 1896, Hogan aparentemente garantiu a sua libertação dos Browns. Mais uma vez, no entanto, a sua velocidade física não ofereceu garantia de consistência no campo de jogo. Em 21 de julho de 1896, o St. Paul (Minneapolis) Globe relatou que Hogan teve um desempenho ruim em uma disputa entre os Hoosiers e o clube local. "Marty Hogan... fez uma batida feia e depois olhou para o céu para ver se ele havia se movido enquanto ele localizava a bola", relatou o jornal. "Foi um bom blefe, mas a torcida descobriu a fraqueza de Marty antes do final da partida". Em janeiro de 1897, o Vindicator relatou que os Hoosiers haviam vendido Hogan para um clube em Grand Rapids, Michigan. O artigo chamou Hogan de "um dos outfielders e baserunners mais rápidos da Liga Ocidental" e previu que ele "fortaleceria enormemente o outfield de Grand Rapids". No mês seguinte, no entanto, o jornal descreveu o relatório anterior como um "erro", indicando que Hogan havia assinado um contrato com o executivo do beisebol John T. Brush para jogar com os Hoosiers por mais um ano. O jornal também noticiou que o contrato garantiu a Hogan "o maior salário que ele já sacou". Apesar desse contrato lucrativo, Hogan estabeleceu e manteve a sua própria agência de distribuição de publicidade em Indianápolis. "Ele anda pelas ruas vestido como um costermonger inglês", relatou a Sporting Life em janeiro de 1897. "Marty pode ser visto com uma pequena carroça vermelha cheia de placas e material publicitário subindo e descendo as ruas, pregando placas em prédios e locais convenientes e distribuindo literatura publicitária na parte de dança do carretel de Indianápolis". Menos de quatro meses depois, em maio de 1897, ele foi dispensado pelo clube de futebol de Indianápolis. Em junho de 1897, o Kansas City Journal indicou que Hogan havia se mudado para o Dayton (Ohio) Old Soldiers, uma equipa afiliada à Liga Interestadual Classe B, onde ele estava "jogando um campo central sensacional". Em outubro do mesmo ano, a Sporting Life especulou que Hogan permaneceria com Dayton durante a próxima temporada de 1898. "O contrato de Marty Hogan com o Dayton é tal que ele não pode ser reservado, como o são os restantes jogadores", afirma o artigo. "A menos que Marty tenha uma oferta melhor para jogar com alguma outra equipa, é seguro dizer que ele estará com o Dayton no próximo ano". Mais pesquisas são necessárias para determinar por quanto tempo Hogan continuou a jogar como outfielder nas ligas menores. (Seu obituário indicava que ele também trabalhou como treinador da liga principal.) Durante sua carreira de jogador, ele aparentemente sofreu pelo menos uma lesão grave. Em fevereiro de 1903, o Sporting Life relatou que os amigos do ex-jogador de beisebol estavam "ansiosos para que ele fosse indicado para a equipa de árbitros da Liga Americana". O artigo acrescentou: "Hogan sofreu operações para remover partes de seu esterno, que foi ferido em uma colisão durante um jogo de beisebol".

## Carreira de gestão

### Youngstown Ohio Works
Depois de se aposentar como jogador de beisebol, Hogan se estabeleceu em Youngstown e abriu um negócio. Em algum momento, Sam Wright, então editor de deportos do The Youngstown Daily Vindicator, o encorajou a gerenciar a equipa de beisebol da cidade. Em 1902, Hogan foi contratado como gerente da Youngstown Ohio Works, um clube independente patrocinado por Joseph A. McDonald, superintendente da Ohio Works da Carnegie Steel Company. O clube não se tornou imediatamente associado a uma liga independente. Em 5 de abril de 1902, o Sporting Life observou que Hogan representava o clube de Youngstown em uma reunião com pouca participação da Western Association, uma liga independente de curta duração com sede em Cleveland. "Marty Hogan chegou ao meio-dia e queria uma franquia para Youngstown", relatou o jornal, "mas Zanesville, Springfield e South Bend, que pediram para ser admitidos como membros, não tinham representantes presentes". Então, em janeiro de 1904, Sporting Life relatou que Hogan havia "recusado a proposta de colocar uma Liga Central em Youngstown". Em maio de 1905, no entanto, o clube de Youngstown foi um dos onze equipas a ingressar na Associação Protetora de Clubes Independentes, que formou a base da Liga Classe C, Divisão Ohio-Pensilvânia. No final das contas, a liga diminuiu para oito equipas das seguintes cidades: Akron, Ohio; Homestead, Pensilvânia; Lancaster, Pensilvânia; Newark, Ohio; Niles, Ohio; Sharon, Pensilvânia; Youngstown e Zanesville, Ohio. Em setembro daquele ano, a Youngstown Ohio Works ganhou o campeonato da liga, embora fontes discordem sobre o recorde final da equipa. Como pesquisador de beisebol John Zajc escreve: "(1906) créditos O Guia Alcance Youngstown com um 84 –recorde ganhou-perdeu 32 onde o Guia Spalding das mesmas listas ano a 90 –ficha 35. A Enciclopédia da Minor League Baseball (1993) diz uma terceira história, dando Youngstown um 88 –Mark" 35

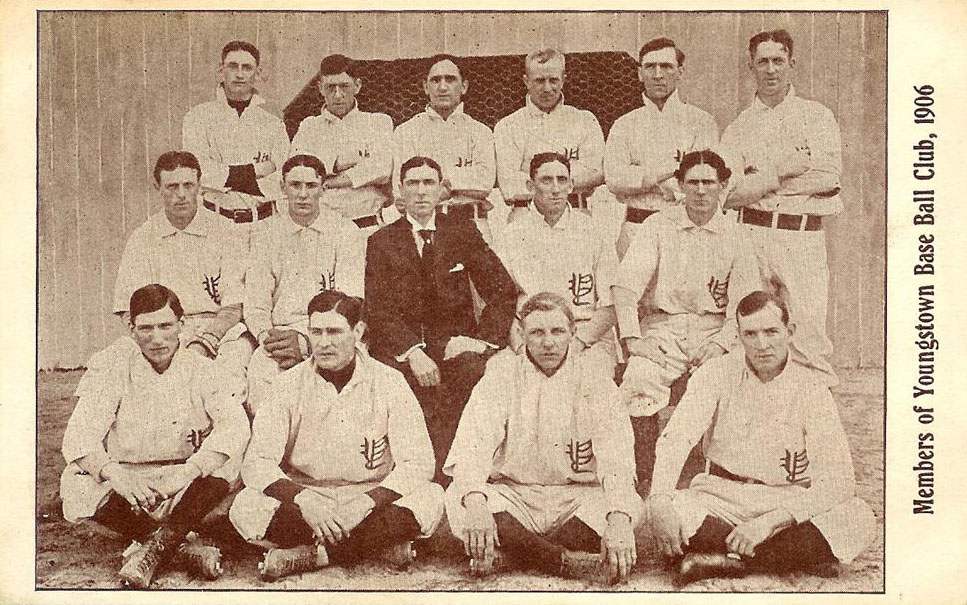
Youngstown Ohio Works (1906), com Castleton na segunda linha, segundo da esquerda

Logo após essa conquista, Hogan "perdeu todo o seu campo interno", quando vários jogadores passaram para equipas mais estabelecidas da liga secundária e da liga principal. "[Billy] Phyle irá para as [ligas fora da lei], Starr será negociado pelo [técnico da American League] McAleer, Whitney vai para Buffalo e Burton provavelmente retornará à bola da Liga Central", relatou o Sporting Life. O gerente, no entanto, não teve dificuldade em compensar essas perdas. O jornal desportivo relatou, em outubro de 1905, que o futuro jogador da liga principal Louis "Lew" Schettler, "o girador de estrelas da equipa Sharon", estava ansioso para se juntar à equipa Ohio Works. O jornal acrescentou que Schettler "gostaria de um ano sob o comando de Marty Hogan". Em dezembro de 1905, o jornal confirmou que Hogan havia garantido o apanhador Lee Fohl e o arremessador Schettler, "a bateria estrela desta liga na última temporada". O jornal acrescentou que o treinador "contratou dois jovens jogadores do Cleveland, o defensor externo Hugh Donovan e o homem de primeira base Harry [Schwartz]". Além disso, Hogan tentou assinar como arremessador Walter Purdue, "segunda corrida da equipa de polo de Youngstown". Enquanto isso, Hogan "esgotou o seu café em Youngstown" para "dedicar todo o seu tempo ao basquetebol". De acordo com o Sporting Life, o gerente até planeou desafiar o ex-major Charlie Morton para a presidência da Liga Ohio-Pensilvânia, uma candidatura que evidentemente não teve sucesso.
Em janeiro de 1906, Morton, como presidente da liga, convocou uma reunião da Liga Ohio-Pensilvânia. De acordo com o Sporting Life, representantes dos clubes deveriam se encontrar no Hotel Rogge de Zanesville em 16 de janeiro. "Recebemos garantias de que representantes de Akron, Youngstown, Zanesville, Newark, Lancaster, Mansfield, New Castle, East Liverpool, Steubenville e Erie, Pa., Estarão presentes", relatou o jornal, "e de lá um oito ou dez Provavelmente será formado o circuito de clubes, com McKeesport, Butler e Ashtabula como candidatos também ”. (A liga eventualmente formou um circuito de oito equipas que incluía equipas de Akron, Lancaster, Mansfield, Newark, New Castle, Sharon, Youngstown e Zanesville.) O jornal também observou que William J. Maloney, o defensor central do clube Ohio Works durante a temporada anterior, assinaria um contrato e serviria como capitão da equipa. Entre outros, Hogan anunciou o "noivado" do lançador Roy Castleton, nascido em Utah. A equipa Ohio Works abriu a temporada de 1906 com 16 jogadores, três dos quais haviam feito parte do clube durante a temporada de 1905. De acordo com o Sporting Life, Hogan previu que o clube venceria a flâmula no final da próxima temporada. Ele expressou confiança em uma escalação que incluiu Maloney de Bradford, Kentucky; Will M. Thomas de Morristown, Pensilvânia; Tommy Thomas de Piqua, Ohio ; Fohl de Allegheny, Pensilvânia; Schettler, de Pittsburgh; "Dotty" Freck de Columbus, Ohio ; AC McClintock de Columbus; Castleton de Salt Lake City ; Lewis Groh de Rochester, Nova York; John Kennedy de Youngstown, Charles Crouse de Detroit ; Roy Chase de Andover, Ohio ; Forrester J. Dressner de Garrettsville, Pensilvânia; Schwartz de Cleveland; e Roy Gould, de Middlesex, Pensilvânia. De facto, em 1906, a equipa de Ohio Works levou o campeonato mais uma vez, com um –registo, enquanto novo jogador Roy Castleton ganhou reconhecimento nacional por lançando um jogo perfeito contra um clube rival em Akron. Em 1 de outubro de 1906, Hogan e membros da equipa da Ohio Works foram homenageados em um banquete realizado no Elks 'Club, no centro de Youngstown. A Sporting Life relatou que o discurso foi feito pelo padre MT Kinkead, "que se declarou fã do jogo de beisebol de domingo". O artigo acrescentou que Hogan "foi presenteado com um anel e cada jogador recebeu um par de abotoaduras de ouro com a inscrição 'O. & P. Champs 1906'". Em 6 de outubro de 1906, o Sporting Life resumiu a temporada mais recente da liga, relatando que a equipa Ohio Works havia "mantido a liderança continuamente após os primeiros meses da temporada e em um momento ameaçou uma vitória fácil".
No mês seguinte, em novembro de 1906, Hogan respondeu a rumores de que Walter East, gerente do Akron Rubbernecks, havia concordado em "desistir" do clube de Youngstown, permitindo-lhes ganhar o campeonato. "Em vez de se render a nós, Akron carregou o apanhador [Red] Munson e o arremessador Bob Spade ", disse Hogan em uma entrevista ao Pittsburgh Press. "Eles trabalharam muito para nos derrubar, mas não conseguiram". Hogan passou a afirmar que o clube de Akron, e seu gerente, receberam incentivos generosos para derrotar Youngstown. "O dono do Akron ofereceu aos jogadores um bônus de $ 500 se eles nos vencessem, além de um maço de $ 300 para o Leste", disse Hogan. Então, ele acusou o próprio East de tentar "consertar" um jogo durante a temporada de 1906, alegando que o gerente do Akron "tentou fazer com que outro clube facilitasse as coisas contra o Akron para que o Akron pudesse nos vencer pelo campeonato ".
Na esteira do segundo campeonato da Ohio Works, foram tomadas medidas para incorporar o clube. Em dezembro de 1906, a Sporting Life relatou que os patrocinadores da equipa, Joseph e Thomas McDonald, que atuaram como superintendente e superintendente assistente, respectivamente, da Ohio Works da Carnegie Steel Company, foram obrigados a convidar investidores adicionais devido ao planeamento (e caro) melhorias na siderúrgica. "Os incorporadores do clube serão Thomas McDonald, Joseph McDonald, Thomas Carr, Thomas Carter e Marty Hogan", afirmou o jornal. "O treinador Hogan terá ainda mais controle sobre a equipa na próxima temporada do que antes. Até agora ele tinha todo o controle da equipa e fazia a maior parte dos negócios ". A Sporting Life previu que, na sequência da incorporação da equipa, "tudo recairá sobre os ombros [de Hogan]". O jornal acrescentou que a equipa de Ohio Works pretendia construir um novo estádio no lado sul de Youngstown, perto da esquina das avenidas Glenwood e Parkview. “Será montada uma das maiores arquibancadas das ligas menores e o terreno será moderno em todos os sentidos”, afirma a reportagem.
As diferenças entre Hogan e os irmãos McDonald, no entanto, já haviam surgido no outono de 1906. Embora um redator de desportos do The Youngstown Daily Vindicator previsse em outubro de 1906 que o "popular" Hogan serviria pela quarta temporada como gerente do clube, o gerente da Ohio Works parecia pouco disposto a negociar os termos de um novo contrato sem influência. De acordo com o Vindicator, Hogan cogitou publicamente uma oferta apresentada por uma equipa em Nashville, cujos representantes o seguiram até a estação de trem. O mesmo artigo de jornal indicou que Hogan mais tarde chegou a um acordo verbal com os co-proprietários da Ohio Works, Joseph e Thomas McDonald, anunciando logo depois que ele permaneceria com o clube local. Ainda assim, em janeiro de 1907, o Newark Advocate relatou que Hogan queria vender a franquia Youngstown. O jornal observou que "um movimento na oferta da franquia Youngstown para venda criou um furor na liga". Em 8 de janeiro de 1907, Hogan e Joseph McDonald compareceram à reunião anual da National Association of Professional Baseball Clubs na cidade de Nova Iorque, enquanto o destino do clube permanecia incerto. Então, em 13 de janeiro, o The New York Times noticiou que a equipa de Youngstown participaria de uma "liga fora da lei" de oito equipas, incluindo clubes de Elmira, Nova Iorque ; Lancaster, Pensilvânia; Pittsburgh, Reading, Pensilvânia ; Scranton, Pensilvânia ; Wilkes-Barre, Pensilvânia ; e Williamsport, Ohio. O Times descreveu a liga imaginada como "a liga 'fora da lei' mais poderosa que a National Association of Professional Baseball Clubs foi chamada a se opor", e afirmou que Hogan estaria "à frente" da equipa de Youngstown. Esses relatórios um tanto confusos foram seguidos pela venda abrupta e realocação da equipa da Ohio Works em fevereiro de 1907.

### Zanesville
Em 18 de fevereiro de 1907, o Zanesville Signal relatou que Hogan havia recebido permissão dos irmãos McDonald para negociar um acordo de $ 3 000 para a venda do clube Youngstown, incluindo seus jogadores, para um grupo de investidores em Zanesville, Ohio. Em entrevista ao Signal, o gerente expressou frustração com os ex-apoiadores da equipa, quando disse: "Youngstown não conseguiu ou não levantou dinheiro suficiente para cobrir o cobertor de um pardal". Os investidores de Zanesville supostamente levantaram US$ 15 000 adicionais para inscrever a equipa na Liga Ohio – Pensilvânia, embora tenham sido forçados a se contentar com a Liga Pensilvânia – Ohio – Maryland de menor prestígio. A liga POM de oito equipas incluiu clubes de Braddock, Pensilvânia; Charleroi, Pensilvânia; East Liverpool, Ohio; McKeesport, Pensilvânia; Steubenville, Ohio; Uniontown, Pensilvânia; e Washington, Pensilvânia. Enquanto isso, Hogan teria tido alguma dificuldade em conseguir novos jogadores para a equipa. Em junho de 1907, o Marion Daily Mirror descreveu os esforços de Zanesville para contratar Bill Dithridge, um jogador da Liga Oriental de Baltimore, como "apenas mais um dos sonhos impossíveis de um Marty Hogan". O artigo acrescentou: "Dithridge não deve ser vendido para Zanesville, e ele informou Hogan que jogará com a sua equipa sob nenhuma condição". O jornal observou, no entanto, que Hogan contratou um jogador do Cleveland chamado Tate e planejava contratar outro outfielder, "quando três membros da atual equipa serão demitidos". Depois de se estabelecer em Zanesville, Hogan aparentemente recebeu ofertas de outras equipas. A Sporting Life relatou em junho de 1907 que Hogan foi convidado para dirigir uma equipa em Rochester, Nova York, mas recusou a oferta. Então, em outubro, Hogan recebeu a oferta de gerenciamento de mais uma franquia da liga em South Bend, Indiana, mas, mais uma vez, ele recusou. Ele gerenciou o clube de bola Zanesville por duas temporadas. Durante a sua primeira temporada, a equipa ficou em primeiro lugar na Liga POM de oito equipas, com um registo de 15 vitórias e sete derrotas.
Em 1908, sua última temporada, a equipa foi batizada de Zanesville Infants e ingressou na Liga Central. De acordo com o Sporting Life, a "reunião agendada" para a Liga Central daquele ano seria realizada em Zanesville em 17 de março (Dia de São Patrício). “De acordo com os planos dos magnatas, a temporada deste ano será de 140 jogos, nenhum dos donos do clube está disposto a voltar ao calendário de 154 jogos”, noticia o jornal. O jornal acrescentou que Hogan está "minimizando sua tarefa" de inscrever jogadores para a sua equipa. “A convivência com os jogadores, especialmente nas fileiras independentes, dá-lhe uma vantagem que poucos dirigentes têm”. O Sporting Life também informou que em março, Hogan "assinou seu campo externo, os jogadores aceitando os termos sendo [Curt] Elson, Blount e Miller". Mais pesquisas são necessárias para determinar a classificação da liga do Zanesville Infants no final da temporada de 1908, mas as informações disponíveis mostram que a equipa não venceu o campeonato nem se classificou como vice-campeã. Mais informações estão disponíveis sobre a insatisfação de Hogan com sua situação em Zanesville, que evidentemente resultou do aumento dos limites de seu controle sobre o clube. Um artigo publicado no The (Pittsburgh) Gazette Times em dezembro de 1908 descreveu as razões de Hogan para deixar a organização. “Havia muitos dirigentes ligados ao clube de Zanesville para caber em Hogan, pois cada um tinha a sua própria ideia de como um clube deveria ser administrado”, relatou o jornal. “Como Hogan tinha o seu próprio, que não coincidia exatamente com os inúmeros diretores, ele renunciou”. O Gazette Times elogiou o desempenho de Hogan em Zanesville, afirmando que o seu clube "foi um candidato a flâmula em todas as fases da corrida pelo campeonato". O jornal acrescentou: "Ele não tinha uma equipa muito boa, mas manteve os homens jogando o jogo o tempo todo e foi realmente a maravilha da liga [POM]".

### Lancaster Red Roses
No ano seguinte, em 1909, Hogan mudou-se para Lancaster, Pensilvânia, onde substituiu o gerente do clube local Clarence "Pop" Foster, que dirigia o Red Roses desde 1907. Assim que Hogan assinou um contrato, Foster passou a liderar outro clube em Trenton, New Jersey. O ímpeto da equipa Lancaster aumentou durante a temporada de 1909 e, em julho daquele ano, o Sporting Life relatou que o clube Red Roses estava atraindo atenção positiva. "O ritmo acelerado que o bando de Lancaster tem estado ultimamente tem sido o assunto do campeonato", afirmou o jornal. "Marty Hogan não recebeu muita consideração como aspirante a flâmula quando a temporada começou, mas o corajoso gerente do Red Roses tem estado 'serrando lenha' e não falando". De fato, até o final da temporada de 1909, o Red Rosas Lancaster tinha trabalhado até um 75 –ficha 39, aproveitar o campeonato do Tri-State League. Como Spalding's Baseball Guide (1910) relatou: "Lancaster, sob o comando de Marty Hogan, ganhou sua primeira flâmula na liga, e o degrau mais alto da escada só foi conquistado pelo tipo de luta mais difícil". A Sporting Life indicou que Hogan estava confiante no resultado no início da temporada. "Depois de seu retorno da primeira volta ao circuito", escreveu o repórter GH Hartley, "Marty disse ao seu correspondente que não viu nada na liga que fosse melhor do que sua equipa". Hartley observou que, no último dia da temporada, Hogan aceitou a Farnsworth Cup, "o troféu Tri-State", em nome de sua equipa. "Entre a primeira e a segunda entradas, os jogadores [de Lancaster] presentearam o treinador Marty Hogan com um belo set de prata e uma taça de amor de prata", acrescentou. A taça de prata com a inscrição teria deixado Hogan "tão surpreso que ele não conseguiu responder". Em 7 de setembro de 1909, um dia após a competição, o Reading Eagle declarou: "Uma grande multidão testemunhou o jogo final, no qual a galante banda de Hogan eliminou os andarilhos de Trenton". O jornal acrescentou: "O verdadeiro entusiasmo foi despertado, no entanto, pela flutuação da flâmula do campeonato, atribuída por um jornal Phila. [Sic]". Um participante-chave no desempenho de sucesso da equipa foi um jovem arremessador chamado Stan Coveleski, que postou um recorde de 53 vitórias e 38 derrotas durante suas três temporadas com Lancaster. Ele fez sua estreia profissional no Philadelphia Athletics três temporadas depois. De fato, o Ogden Standard elogiou Hogan como um "fio condutor" em fevereiro de 1909, quando ele "agarrou os três irmãos de Harry Coveleski dos Phillies e fez com que todos assinassem contratos". Os destaques da temporada podem ter incluído um jogo de exibição com o Philadelphia Phillies, que estava programado para ser realizado em Lancaster em 2 de abril de 1909.
No ano seguinte, no entanto, o desempenho do Red Roses ficou aquém da temporada anterior, quando ficou em segundo lugar, com 63 vitórias e 47 derrotas. De acordo com o Guia de Beisebol de Spalding (1911), a organização Lancaster foi uma das várias equipas da liga pega desprevenida por um novo clube surpreendentemente forte de Altoona, Pensilvânia, que foi "enviado em um clipe que praticamente encerrou a temporada". Enquanto as rosas vermelhas tirou de uma queda no meio da temporada, o "Altoonas" prevaleceu com um 72–ficha 38. Num artigo sobre este resultado, a Sporting Life afirmou que "nada pode ser encontrado para lançar descrédito sobre a equipa Lancaster ou o seu popular treinador, Marty Hogan". O jornal acrescentou: "Com uma equipa que nunca se destacou em rebatidas de clube ou campo, Marty puxou-os e ancorou-os em segundo lugar, posição que eles alcançaram mais por força de sua inteligência no trabalho interno do que com sua destreza com o stick ou no campo". Em dezembro de 1910, pouco mais de dois meses após a publicação do artigo, Hogan estabeleceu raízes em Lancaster, abrindo uma charutaria e um salão de bilhar na cidade. Seu relacionamento com as Rosas Vermelhas não duraria mais do que mais uma temporada, no entanto. Em 1911, o último ano de Hogan como técnico da equipa Lancaster, o clube ficou em quarto lugar na liga de oito equipas, com 54 vitórias e derrotas, respectivamente.
A Sporting Life informou que Hogan começou a temporada de 1911 com expectativas relativamente modestas. O jornal afirmou: "Hogan não está prometendo uma equipa vencedora da bandeira... mas ele promete uma boa equipa e pretende lutar muito pela bandeira novamente". Os desafios da equipa incluíam limites salariais que limitavam drasticamente sua capacidade de atrair jogadores mais experientes. No início daquele ano, a imposição da Tri-State League de limites de US$ 1 900 para salários individuais criou um rebuliço em Lancaster, onde os fãs se ressentiram do fato de os clubes cessantes terem sido autorizados a votar em uma questão que não os afetaria. Os esforços do presidente do clube, John H. Myers, para persuadir a liga a "avançar o limite de salário individual" não tiveram sucesso, e Hogan "foi orientado a garantir o melhor equipa que pudesse ser assegurado" nas circunstâncias. Em janeiro de 1911, Hogan anunciou que "eliminaria os jogos de exibição e dedicaria toda a temporada preparatória aos treinos pesados". Hogan acrescentou que "as exibições não rendem ao clube e prejudicam os jogadores sem temporada". No final das contas, o campeonato da liga de 1911 foi para uma franquia de Reading, Pensilvânia, que "assumiu a liderança no início da temporada e nunca foi dirigida até o fim", fechando com um recorde de 74 –35.

### Liga de Beisebol dos Estados Unidos
Em março de 1912, os organizadores de uma proposta da Liga de Beisebol dos Estados Unidos –descrita por membros do estabelecimento esportivo como uma "liga fora da lei" –reuniram no Hotel Imperial, em Nova York. A liga é amplamente vista como "um importante precursor para a Liga Federal de 1914–1915". Hogan, que compareceu à reunião de Nova York, foi nomeado gerente de uma franquia sediada em Cincinnati programada para competir na liga. (A Liga de Beisebol dos EUA também estabeleceu equipas em Chicago, Cleveland, Pittsburgh, Nova York, Reading, Pensilvânia; Richmond, Virgínia; e Washington, DC) No mês seguinte, entretanto, Hogan foi evidentemente substituído por Hugh McKinnon, que foi descrito em um artigo de abril do New York Times como gerente da franquia da liga Cincinnati. Um artigo que apareceu no The New York Times várias semanas antes sugeriu que McKinnon foi originalmente escolhido como gerente da franquia da liga em Washington. O mesmo artigo também apontava que o ex-jogador da liga principal George Browne "havia sido abordado pelo Washington Club". No final, Browne foi nomeado chefe da equipa de Washington quando McKinnon foi nomeado gerente do clube de Cincinnati. Embora esses acontecimentos lancem alguma luz sobre o resultado, as razões para a substituição de Hogan como gerente da franquia de Cincinnati permanecem incertas.
De qualquer forma, a liga não sobreviveu por muito tempo. O historiador do esporte Rudolf K. Haerle observou que a Liga de Beisebol dos Estados Unidos "enfatizou o 'bem' inerente do beisebol para todos os indivíduos e comunidades e indicou que desejava conduzir seus negócios no estilo capitalista aceito –competição livre no mercado". A nova liga, entretanto, rapidamente atraiu o desprezo e a hostilidade do estabelecimento do beisebol. Sobrecarregada com liderança fraca, financiamento limitado, público pobre e falta de jogadores habilidosos, a Liga de Beisebol dos Estados Unidos "fechou após cerca de um mês de ação". Em junho de 1912, quando a liga parou de funcionar, a equipa de Cincinnati que Hogan deveria gerenciar ficou em quarto lugar no elenco de oito equipas, ganhando 12 vitórias e 10 derrotas. No ano seguinte, ex-jogadores do clube de Cincinnati processaram com sucesso o dono da equipa, John J. Ryan, por salários não pagos. A Sporting Life informou que os membros do clube "receberam seu dinheiro em Cincinnati em 12 de fevereiro".

### Sofredores de enchentes em Zanesville
Em novembro de 1912, o Youngstown Daily Vindicator relatou que Hogan mais uma vez administraria um clube local da liga secundária. O jornal acrescentou, no entanto, que o ex-gerente da Ohio Works também estava considerando uma oferta em Zanesville. Hogan evidentemente liderou a equipa de Zanesville na temporada anterior. Em novembro de 1912, a Sporting Life informou que o gerente ainda estava pensando em seu próximo movimento quando compareceu à reunião anual da National Association em Nova York. "Marty Hogan, o veterano dirigente da liga menor, que é conhecido de ponta a ponta como um desenvolvedor de talentos da liga menor e vencedor de galhardetes, não suportou perder o encontro com seus velhos amigos", afirmou o jornal. "Marty terminou a temporada com o Zanesville e ainda não decidiu seus planos para a próxima temporada". Por fim, Hogan foi para Zanesville, onde administrou os Zanesville Flood Sufferers em 1913. O apelido da equipa foi evidentemente inspirado por uma inundação massiva que devastou cidades e vilas por todo o centro e sul de Ohio –incluindo Zanesville –na primavera de 1913. Em abril de 1913, o Sporting Life notou que o clube de Zanesville "se manteria no circuito", apesar de a cidade ter sido "duramente atingida pelas inundações recentes". De acordo com o jornal, o estádio de Zanesville foi "completamente destruído, mas os jogos serão disputados no Fair Grounds".
Mais cedo, em janeiro de 1913, o Flood Sufferers retirou-se da Liga Central de 12 equipas e juntou-se à recém-formada Liga Interestadual, que incluía oito clubes. De acordo com o Sporting Life, esperava-se que a nova liga incluísse equipas de Akron, Youngstown, Canton, Steubenville, Wheeling e Johnstown ou McKeesport. Em fevereiro, o jornal confirmou que a Interstate League (que incluía Johnstown, não McKeesport) havia alcançado o status de Classe B com base nas populações combinadas das oito cidades. A Sporting Life, que estimou a população total das cidades participantes da liga em 412 415, observou que Youngstown (com uma população de 79 066) era a maior cidade da Liga Interestadual. Mais tarde naquele mês, o jornal relatou que o "limite salarial de $ 2 000 da nova liga torna imperativo que cada clube contenha as despesas de todas as formas; conseqüentemente, Marty Hogan, do Zanesville Club, será o único gerente de banco na liga, e ele sabe economizar seu salário de várias maneiras ”.
Durante a gestão de Hogan como gerente do Zanesville Flood Sufferers, o clube aproveitou pelo menos uma oportunidade para testar suas habilidades contra um clube da liga principal. O redator esportivo Walter LeConte observou que, em 15 de junho de 1913, a equipa de Zanesville participou de um jogo amistoso durante a temporada com o New York Giants. Quando o árbitro declarou que o jogo foi cancelado após um desentendimento com o jogador do Giants, Fred Merkle, Hogan "ordenou que o jogo continuasse para que os fãs pudessem ver um jogo de beisebol de 9 entradas". LeConte acrescentou que "Hogan até assumiu as funções de árbitro e o jogo foi então encerrado". Os Giants venceram o jogo, com uma pontuação de 5 –4. Informações confiáveis sobre o desempenho geral do clube de Zanesville não estão disponíveis no momento, mas um relatório da Associated Press indicou que a equipa se separou no final de julho de 1913.
Em Zanesville, Hogan assinou com o futuro arremessador do Cleveland Indians, Samuel Pond ("Sad Sam") Jones, seu primeiro contrato profissional. O historiador do beisebol Alexander Edelman observou que Jones ganhou uma experiência valiosa como membro do clube de Zanesville (incluindo a chance de jogar contra o Giants em um jogo de exibição), mas acrescentou que o jogador "tinha apenas 20 anos e muitas saudades de casa". Quando Jones se deparou com a perspectiva de um corte de pagamento, ele abordou Hogan na rua e exigiu que ele fosse liberado de seu contrato imediatamente. Edelman escreveu: "No que o filho de Sam, Paul, mais tarde chamaria de 'provavelmente o lançamento mais louco da história do beisebol', Hogan obedeceu, escrevendo o lançamento de Jones a lápis no interior de um pacote de tabaco de mascar".

### Fond du Lac Molls
Em 20 de julho de 1913, o New York Times relatou que Hogan deixou Zanesville para gerenciar uma franquia do Fond du Lac na Liga Illinois-Wisconsin. De acordo com o artigo, ele planejava trazer consigo cinco jogadores do extinto clube de Zanesville. Informações confiáveis sobre o desempenho geral do Fond du Lac Molls não estão disponíveis no momento.
Em fevereiro de 1914, a Sporting Life informou que Hogan estava considerando um retorno à Liga Tri-State. "Numa carta a um amigo em Lancaster [Pensilvânia], o ex-gerente do Lancaster afirmou que o Trenton [New Jersey] Club estava atrás dele e que havia [sic] boas perspectivas de ambos os lados chegarem a um acordo", afirmou o jornal. "Marty está ansioso para voltar ao Tri-State, onde conquistou fama como técnico". O jornal acrescentou que Hogan, naquele momento, estava trabalhando como um "empresário de sucesso" em Youngstown, Ohio. A mesma edição do Sporting Life, no entanto, publicou uma reportagem informando que o novo proprietário do clube de Trenton, WJ Morris, havia contratado Zeke Wrigley como gerente da equipa. O relatório observou: "O treinador Wrigley foi fortemente recomendado ao clube por Connie Mack". (Wrigley, um ex-jogador de campo da liga principal, havia buscado anteriormente uma posição na equipa de árbitros da Liga Tri-State, e ele não estava inicialmente na corrida para o cargo de gerente do clube de Trenton.) Mais pesquisas serão necessárias para determinar se a carreira de Hogan como gerente de uma liga secundária continuou após este ponto.

## Vida pessoal
Hogan casou-se com a ex-Agnes Daugherty em 28 de outubro de 1896, na Igreja St. Columba, em Youngstown, Ohio. Após uma viagem de casamento, o casal inicialmente se estabeleceu em Indianápolis. Embora o obituário de Hogan não faça referência a crianças, ele e sua esposa evidentemente criaram uma filha adotiva, Amy M. Hogan (nascida Amy Deagon), que morreu aos 16 anos em um acidente automobilístico em 1921. Um artigo de primeira página do Vindicator relatou que Amy Hogan era um dos três passageiros de um automóvel cujo motorista não conseguiu diminuir a velocidade em uma curva da estrada e derrapou em um poste de telefone perto de Hubbard, Ohio. O artigo notava que Amy Hogan havia se formado recentemente na Ursuline Academy e a descreveu como "uma garota de talentos excepcionais, sendo especialmente proeminente em teatros e entretenimentos amadores locais". Registros no Cemitério do Calvário de Youngstown mostram que Amy Hogan foi enterrada no mesmo lote que seus pais adotivos. Registros de cemitérios publicados também sugerem que a esposa de Martin Hogan, Agnes Hogan, deu à luz uma criança não identificada, que morreu em 6 de setembro de 1898. A criança foi enterrada em uma seção do cemitério geralmente reservada para crianças não batizadas e indigentes. Agnes (Hogan) Moreland morreu em 7 de fevereiro de 1950, em Salem, Ohio.
Ao longo de sua carreira esportiva, os passatempos de Hogan incluíam o tiro ao alvo. Em julho de 1911, quando era gerente do Lancaster Red Roses, a Sporting Life relatou: "Marty atira em alvos muito bem e pode ser procurado para pontuações altas assim que consegue um pouco de tiro". O obituário de Hogan observou que, em algum momento, ele ajudou a organizar o Youngstown Gun Club.
Ao retornar a Youngstown, Hogan supervisionou o treinamento atlético de seus sobrinhos mais jovens, Edward e Raymond Hogan, que se tornaram estrelas do esporte na Rayen High School. No início dos anos 1920, Edward Hogan emergiu como um destaque do atletismo na Universidade de Notre Dame, onde treinou com o técnico Knute Rockne.

## Anos finais
Em meados da década de 1910, Hogan mudou-se permanentemente para Youngstown, onde se tornou diretor atlético do Thomas Field, um estádio de propriedade da Brier Hill Industrial Works local. Antes da aplicação do Volstead Act, ele também foi empregado como balconista na Buckley & Hogan, um bar no centro da cidade operado por seu irmão mais velho, Patrick J. Hogan, Jr., e seu sócio, John J. Buckley, Sr. Mais pesquisas serão necessárias para determinar o nível de envolvimento de Martin Hogan, se houver, no beisebol local durante a última década de sua vida.
Martin F. Hogan tinha apenas 54 anos quando morreu em sua casa na zona norte de ferimentos sofridos meses antes em um acidente de carro. Várias transfusões de sangue não conseguiram reanimá-lo, e um ataque de pneumonia foi fatal. Os serviços funerários de Hogan foram realizados na Igreja de St. Columba e ele foi enterrado no Cemitério do Calvário de Youngstown. Sua esposa, Agnes, sobreviveu a ele junto com seu irmão, Patrick. Uma irmã, senhora John Dillon havia morrido vários anos antes. O obituário de Hogan no The Youngstown Daily Vindicator destacou suas contribuições para os desportos organizados, observando que muitos jovens atletas que ele treinou e administrou seguiram carreiras na liga principal de beisebol. Os jogadores da liga principal que trabalharam com Hogan durante seus anos como gerente da liga secundária incluíram Roy Castleton, Stan Coveleski, Lee Fohl, Sam Jones, Billy Phyle, e Louis Schettler. Seu disputado recorde de corrida de base continua sendo uma curiosa nota de rodapé na história do beisebol americano.